# Nannoryctes
Nannoryctes is een geslacht van kevers uit de familie van de loopkevers (Carabidae). De wetenschappelijke naam van het geslacht is voor het eerst geldig gepubliceerd in 1999 door Baehr.

## Soorten
Het geslacht Nannoryctes is monotypisch en omvat slechts de volgende soort:
- Nannoryctes sulcaticeps Baehr, 1999